# Двенадцатилетнее перемирие
Двенадцатилетнее перемирие (нидерл. Twaalfjarig Bestand, исп. Tregua de los doce años) — период прекращения огня между габсбургской Испанией и Республикой соединённых провинций во время восьмидесятилетней борьбы последней за независимость от испанской короны. Перемирие длилось с 9 апреля 1609 года по 9 апреля 1621 года. В 1621 году обсуждалась возможность заключения полноценного мирного договора, но предложенные Испанией условия нидерландцы сочли для себя неприемлемыми, и состояние войны автоматически возобновилось.

## Предыстория
К середине XVI века на территории Нидерландов, бывших в то время под испанским владычеством, распространились идеи реформации, жестоко преследовавшиеся испанской инквизицией. Такая политика испанских властей привела в 1568 году к началу вооруженной борьбы семи северных провинций за независимость, которую возглавил Вильгельм Оранский.
Король Испании Филипп II послал на подавление восстания испанские войска. Военные действия велись с переменным успехом, приводя к большим разрушениям и бедствию мирного населения с обеих сторон. В январе 1595 года король Франции Генрих IV объявил Испании войну и был готов вступить в союз с нидерландской республикой, направленный против общего врага. Эрцгерцог Эрнст, будучи в ту пору штатгальтером Испанских Нидерландов, опасаясь войны на два фронта, вступил в переговоры с голландцами на предмет заключения мирного договора, подобного гентскому умиротворению. Но переговоры были прерваны в связи со скоропостижной кончиной эрцгерцога 20 февраля 1595 года.
На его место в январе 1596 года заступил Альбрехт VII, продолживший войну на два фронта, которая осложнялась отсутствием денег, вызванным банкротством Испании. К большому недовольству Нидерландов, Франция и Испания подписали в Вервене 2 мая 1598 года мирный договор, а в сентябре умер Филипп II, который так и не дождался бракосочетания Альбрехта и любимой дочери Изабеллы Клары Евгении. Молодожены прибыли в Брюссель в конце 1599 года.
К концу XVI века нидерландская республика превратилась в грозную силу, с которой считались многие европейские государства. Амстердам стал одним из крупнейших портов, перевалочным пунктом в торговле с Балтикой и Индией. В протестантские Нидерланды стекались купцы и крестьяне, бежавшие от преследования за веру во Франции, испанских Нидерландах и других европейских странах, а также португальские и испанские евреи. В испанских Нидерландах, после разорения Антверпена, этот некогда крупнейший порт пришел в упадок, промышленность Брюгге и Гента была уничтожена.
В 1601 году испанцы окружили Остенде и взяли его после трехлетней осады. Затраты на оборону города проделали серьёзную брешь в финансах Нидерландов, а налоги были так высоки, что Йохан ван Олденбарневелт и многие руководители республики ставили под сомнение целесообразность продолжения войны. К 1607 году у противоборствующих сторон не было ни сил, ни финансовых возможностей продолжать боевые действия в надежде на скорый успех.
На море ситуация была иной. Нидерланды стали ведущей морской державой, их флот теснил португальцев и испанцев в Индии и Индокитае. В свою очередь торговые корабли голландцев, шедшие домой мимо Иберийского полуострова, подвергались нападению у берегов Испании и Португалии. В апреле 1607 года, узнав, что испанцы собрали армаду у Гибралтара, голландцы послали им навстречу свой флот под командованием Якоба ван Хемскерка. В ходе четырёхчасового боя испанская армада была полностью уничтожена. Эта весть шокировала испанцев и заставила ускорить подписание перемирия.

## Мирный договор
Первые шаги к достижению мира были предприняты штатгальтерами испанских Нидерландов. Секретный агент испанцев был послан в мае 1606 года к Морицу и Олденбарневелту. Условиями голландской стороны были признание республики суверенным государством, разрешение торговли в обеих Индиях и запрет католического богослужения. После некоторых колебаний Альбрехт и Изабелла согласились с первым пунктом и перемирие сроком в восемь месяцев было заключено в апреле 1607 года.
1 февраля 1608 года для ведения переговоров в Гаагу отправилось посольство испанских Нидерландов во главе со Спинолой. В переговорах, которые проходили в Бинненхофе, участвовали помимо воюющих сторон также представители Франции, Англии, Пфальца и Бранденбурга, выступавшие в роли посредников. Вопрос независимости республики был быстро урегулирован, однако проблема торговли в Индиях и свобода католического вероисповедания стали камнем преткновения на пути к достижению мирного соглашения.
Стороны стали готовиться к возобновлению боевых действий, но французский посланник Пьер Жанни спас ситуацию. Он предложил в качестве компромисса двенадцатилетнее перемирие, оставив при этом открытыми вопросы, по которым к соглашению прийти не удалось. При этом Жанни удалось сблизить позиции Морица и Олденбарневелта, которые представляли две противоборствующие партии внутри республики, партии войны и мира. Он был также осведомлен о катастрофическом финансовом положении Испании и невозможности последней продолжать войну.
9 апреля 1609 года в Гааге при участии Франции и Англии был подписан договор о перемирии. Этим актом Испания де-факто признала независимость семи северных провинций страны, образовавших Республику соединённых провинций, однако рассматривало это как временную меру, навязанную им финансовым истощением и внутренними проблемами. В этом же году голландская республика установила дипломатические отношения с Англией и Францией. В секретной части договора король Испании обещал не препятствовать торговле Голландии в Индиях, но для сохранения лица этот пункт не был включен в официальный текст договора.

## Двенадцать лет мира
Первые годы перемирия стали для молодой республики годами небывалого процветания. После стольких лет борьбы и страданий Нидерланды смотрели в будущее с большим воодушевлением и оптимизмом. Республика, ведомая Олденбарневелтом, несмотря на свои небольшие размеры, набирала вес и авторитет в Европе. Однако вопрос о клевском наследстве едва не превратил двенадцатилетнее перемирие в двенадцатимесячное.
В марте 1609 года клевский герцог умер бездетным и территории герцогства на нижнем Рейне превратились в плацдарм столкновения интересов протестантов и католиков. Нидерландские войска во главе с Морицем осадили Юлих и взяли его 1 сентября 1610 года. На помощь католикам подошли испанские войска под командованием Спинолы, и оба полководца опять оказались лицом к лицу во главе противоборствующих сил. Но благодаря посредничеству Франции и Англии прямого конфликта удалось избежать, и стороны заключили мирное соглашение в Ксантене.
По объёму торговли на Балтике голландцы обошли города ганзейского союза. Встретив сопротивление своему растущему влиянию со стороны датского короля Кристиана IV, Нидерланды заключили с Ганзой союз, призванный защитить их торговые интересы в регионе. Олденбарневелт установил дипломатические отношения со Швецией и Русским государством.
С тех пор как в 1584 году Балтазар де Мушерон основал факторию недалеко от монастыря Михаила Архангела, торговля с Россией через Архангельск быстро росла, основным конкурентом голландцев на этом направлении была английская московская компания. Голландский купец Исаак Масса, пользуясь своими связями при московском дворе, добился для Нидерландов права на монопольную торговлю с Московией. Московское посольство, побывавшее в Гааге в 1614 году, открыло голландцам доступ во внутренние регионы России.
В Средиземноморье дела Голландии шли не менее успешно. В 1609 году зять Олденбарневелта был назначен послом в венецианской республике, а в следующем году венецианский посол Томмасо Контарини прибыл в Гаагу. В 1612 году Корнелис Хага отправился послом в Османскую империю.
Отношения с Англией были напряженными. Англия пыталась противостоять растущему могуществу Голландии. В 1609 году Яков I подписал эдикт, обязующий уплату пошлины иностранными судами за ловлю рыбы в английских территориальных водах. Эта мера больно ударила прежде всего по голландским морякам. Но начавшаяся клевская война и смена политического курса Франции после убийства Генриха IV заставили Англию отложить введение эдикта в силу до 1616 года. Независимость Нидерландов была ограничена присутствием английских войск на территории республики. Флиссинген, Брилле и Остенде по условиям Нонсачского договора были заняты англичанами. Олденбарневелт, воспользовавшись хронической нехваткой денег у английского короля, предложил выкупить города, и в июне 1616 года гарнизоны городов перешли под контроль республики.
Голландская Ост-Индская компания занимала доминирующую позицию в торговле со странами Дальнего востока, являясь по сути дела первой транснациональной корпорацией с факториями на мысе Доброй Надежды, в Персии, Бенгалии, на Малакке, в Китае, Сиаме и Формозе. В 1606 году дивиденды в размере 50-ти процентов были выплачены в расчете на каждую акцию, в 1609 году размер дивидендов составил уже 325 процентов. Позиции компании значительно укрепились в результате заключения перемирия и секретного параграфа, разрешавшего торговлю в Ост-Индии.
В 1618 году началась тридцатилетняя война. В 1620 году Испания прислала на помощь императору 25-тысячное войско под командованием Амброзио Спинолы. Протестантские войска были разбиты в битве на Белой Горе, а Фридрих V вместе с женой бежали в Голландию в поиске защиты и покровительства у своего кузена Морица Оранского.
Приближался срок окончания перемирия и эрцгерцог Альбрехт с инфантой Изабеллой, не имевшие ни малейшего желания возобновлять боевые действия, отправили в Гаагу посланника с целью начала новых переговоров с Морицем. Но условия Испании оказались неприемлемыми для Нидерландов, и в начале лета 1621 года Спинола и Мориц вновь встретились на поле боя.

## Мориц и Олденбарневелт
Заключенное перемирие не привело к стабилизации политической ситуации внутри самих Нидерландов. Отношения между Морицем и Олденбарневелтом оставались напряженными. Принц был против заключения перемирия, хотя и не препятствовал его подписанию. Мориц был далек от политики, он был военным, большую часть своей жизни проведшим в походах, поэтому после заключения перемирия он поначалу оказался не у дел. Враги Олденбарневелта, воспользовавшись предоставившейся им возможностью, заронили зерна сомнения в сердце принца по-поводу мотивов, которые двигали пенсионарием при заключении мира. Его даже заподозрили в получении испанского золота в обмен на подписание мирного соглашения.
По фатальной случайности конфессионный спор превратил эту неприязнь в открытую вражду. Кальвинисты в Нидерландах принадлежали к двум течениям.